# Reactieorde
De reactieorde is een begrip uit de chemische kinetiek dat weergeeft tot welke macht de concentraties (of in het geval van gassen: partieeldrukken) van reagentia in de reactiesnelheidsvergelijking moeten worden geheven. Over het algemeen wordt een onderscheid gemaakt tussen de partiële reactieorde en de totale (of globale) reactieorde. De partiële reactieorde is de exponent van één welbepaald reagens in de reactiesnelheidsvergelijking, terwijl de totale reactieorde de som van de partiële reactieordes is.

## Definiëring
Voor een reactie met twee reagentia wordt de reactiesnelheidsvergelijking gegeven door:
{\displaystyle v=k(T)c_{\mathrm {A} }^{\alpha }c_{\mathrm {B} }^{\beta }}
De reactiesnelheid is evenredig met de concentraties van beide reagerende deeltjes. De exponenten α en β zijn de partiële reactieordes. De som is de totale reactieorde r:
{\displaystyle r=\alpha +\beta }
De partiële reactieordes hangen af van het reactiemechanisme en zijn slechts zelden gelijk aan de stoichiometrische coëfficiënten uit de reactievergelijking. Dit geldt wel voor elementaire reacties. Ze kunnen met behulp van differentiële en geïntegreerde methoden worden berekend. Bovendien is het niet zo dat de reactieorde altijd een geheel getal is. Voor de synthese van waterstofbromide uit waterstofgas en dibroom wordt de reactiesnelheidsvergelijking gegeven door:
{\displaystyle v={\frac {kc_{\mathrm {H_{2}} }c_{\mathrm {Br_{2}} }^{3/2}}{c_{\mathrm {Br_{2}} }+k'c_{\mathrm {HBr} }}}}
De partiële reactieorde voor waterstofgas bedraagt 1, terwijl die voor dibroom en waterstofbromide onbepaald is.

## Pseudo-orde
Voor reacties waarbij de concentratie van een van de reagentia als constant mag beschouwd worden (bijvoorbeeld omdat het een katalysator is of omdat het in grote overmaat aanwezig is), kan een reactiesnelheidsvergelijking van hogere orde worden gereduceerd tot een van een lagere orde:
{\displaystyle v=kc_{\mathrm {A} }c_{\mathrm {B} }=k'c_{\mathrm {A} }}
Hierbij wordt de constante concentratie in een nieuwe reactiesnelheidsconstante k' geïncorporeerd. De nieuwe orde wordt ook wel aangeduid als pseudo-orde en de methode staat bekend als de isolatiemethode.

## Nulde-ordereacties
Reacties van nulde orde worden bijvoorbeeld aangetroffen bij ontledingsreacties, waarbij de reactiesnelheid onafhankelijk is van de concentratie van het reagens. Een voorbeeld is de ontleding van distikstofoxide (lachgas) in stikstof- en zuurstofgas:
{\displaystyle \mathrm {2\ N_{2}O\longrightarrow \ 2\ N_{2}\ +\ O_{2}} }
De overeenkomstige reactiesnelheidsvergelijking wordt bijgevolg gegeven door:
{\displaystyle v=k}